# Urządzenie transportu osobistego

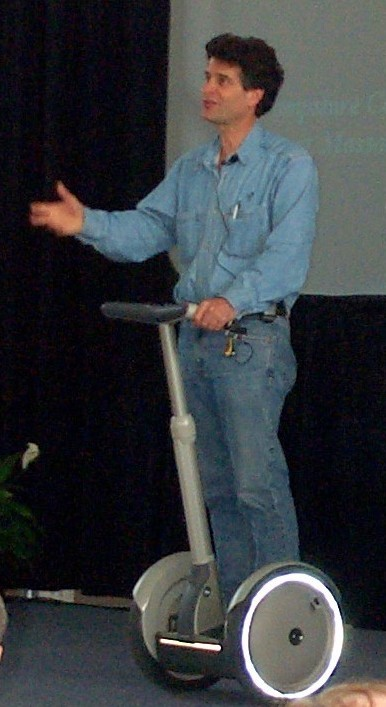
UTO typu segway (na zdjęciu jego konstruktor Dean Kamen)

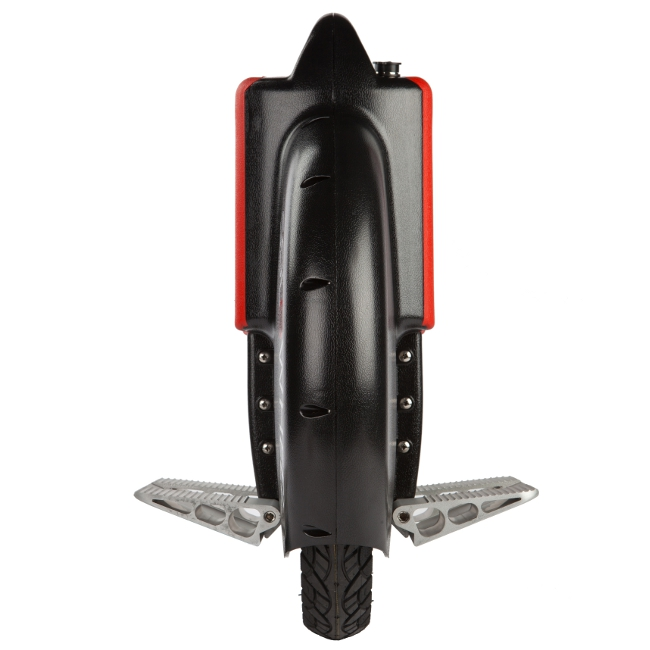
Urządzenie transportu osobistego typu monocykl elektryczny

Urządzenie transportu osobistego (UTO) – kategoria pojazdów zdefiniowana w polskim prawie jako napędzane elektrycznie – z wyłączeniem hulajnóg elektrycznych – bez siedzenia i pedałów, konstrukcyjnie przeznaczonych do poruszania się wyłącznie przez kierującego znajdującego się na tym pojeździe. Dopuszczalna prędkość UTO na drodze dla rowerów wynosi 20 km/h. Jeśli nie ma drogi dla rowerów, może wyjątkowo korzystać z chodnika, jadąc „z prędkością zbliżoną do prędkości pieszego”. Do tej grupy zaliczyć można m.in. deskorolki elektryczne, deski żyroskopowe (hoverboardy), unicykle elektryczne i inne elektryczne urządzenia samobalansujące.
Do tej grupy pojazdów nie zalicza się takich pojazdów jak:
- urządzenie wspomagające ruch – urządzenie lub sprzęt sportowo-rekreacyjny, przeznaczone do poruszania się osoby w pozycji stojącej, napędzane siłą mięśni;
- hulajnoga elektryczna – pojazd napędzany elektrycznie, dwuosiowy, z kierownicą, bez siedzenia i pedałów, konstrukcyjnie przeznaczony do poruszania się wyłącznie przez kierującego znajdującego się na tym pojeździe[1].

## Korzystanie z dróg w Polsce
Przed 20 maja 2021 r. osoba korzystająca z urządzeń niewyposażonych w silnik traktowana była jak pieszy i była zobowiązana do poruszania się po chodniku lub poboczu jezdni. Korzystanie z urządzeń wyposażonych w silnik było nieunormowane. Ponieważ spełniały one definicję motoroweru (pojazd dwu- lub trójkołowy zaopatrzony w silnik spalinowy o pojemności skokowej nieprzekraczającej 50 cm³ lub w silnik elektryczny o mocy nie większej niż 4 kW, którego konstrukcja ogranicza prędkość jazdy do 45 km/h), a jednocześnie nie posiadały wyposażenia, jakie powinien posiadać motorower, oficjalnie nie było dozwolone poruszanie się po drogach publicznych, w strefach zamieszkania i strefach ruchu.
Od 20 maja 2021 r. obowiązują przepisy o ruchu urządzeń transportu osobistego i hulajnóg elektrycznych. Zawarte są one w art. 33-33d Prawa o ruchu drogowym. Kierujący urządzeniem transportu osobistego jest obowiązany korzystać z drogi dla rowerów, jeżeli jest ona wyznaczona dla kierunku, w którym się porusza lub zamierza skręcić. Kierujący urządzeniem transportu osobistego, korzystając z drogi dla rowerów i pieszych, jest obowiązany zachować szczególną ostrożność i ustępować pierwszeństwa pieszemu. Może on korzystać z chodnika lub drogi, gdy nie ma drogi dla rowerów. Jeżeli z nich korzysta, jest obowiązany jechać z prędkością zbliżoną do prędkości pieszego, zachować szczególną ostrożność, ustępować pierwszeństwa pieszemu oraz nie utrudniać jego ruchu.
W Polsce minimalny wiek uprawniający do kierowania urządzeniem transportu osobistego to 10 lat. Ponadto - jedynie w przypadku osób, które nie ukończyły 18 lat -  wymagane jest równocześnie posiadanie karty rowerowej lub prawa jazdy kategorii AM, A1, B1 lub T. 

## Urządzenia transportu osobistego

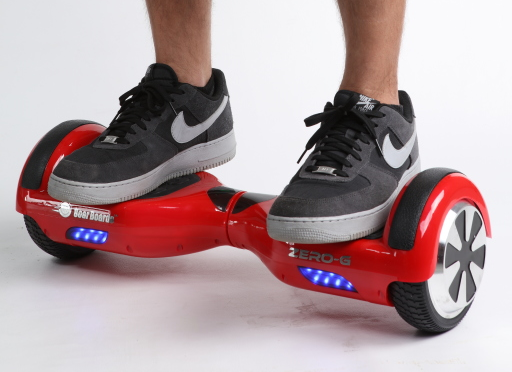
Urządzenie transportu osobistego – deska żyroskopowa (hoverboard)

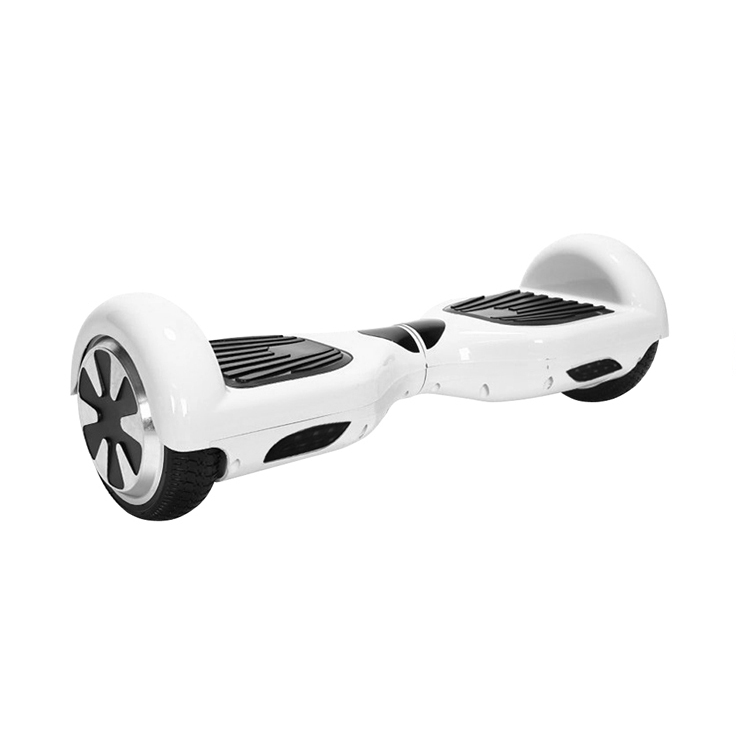
Hoverboard / E-Board / Deska żyroskopowa
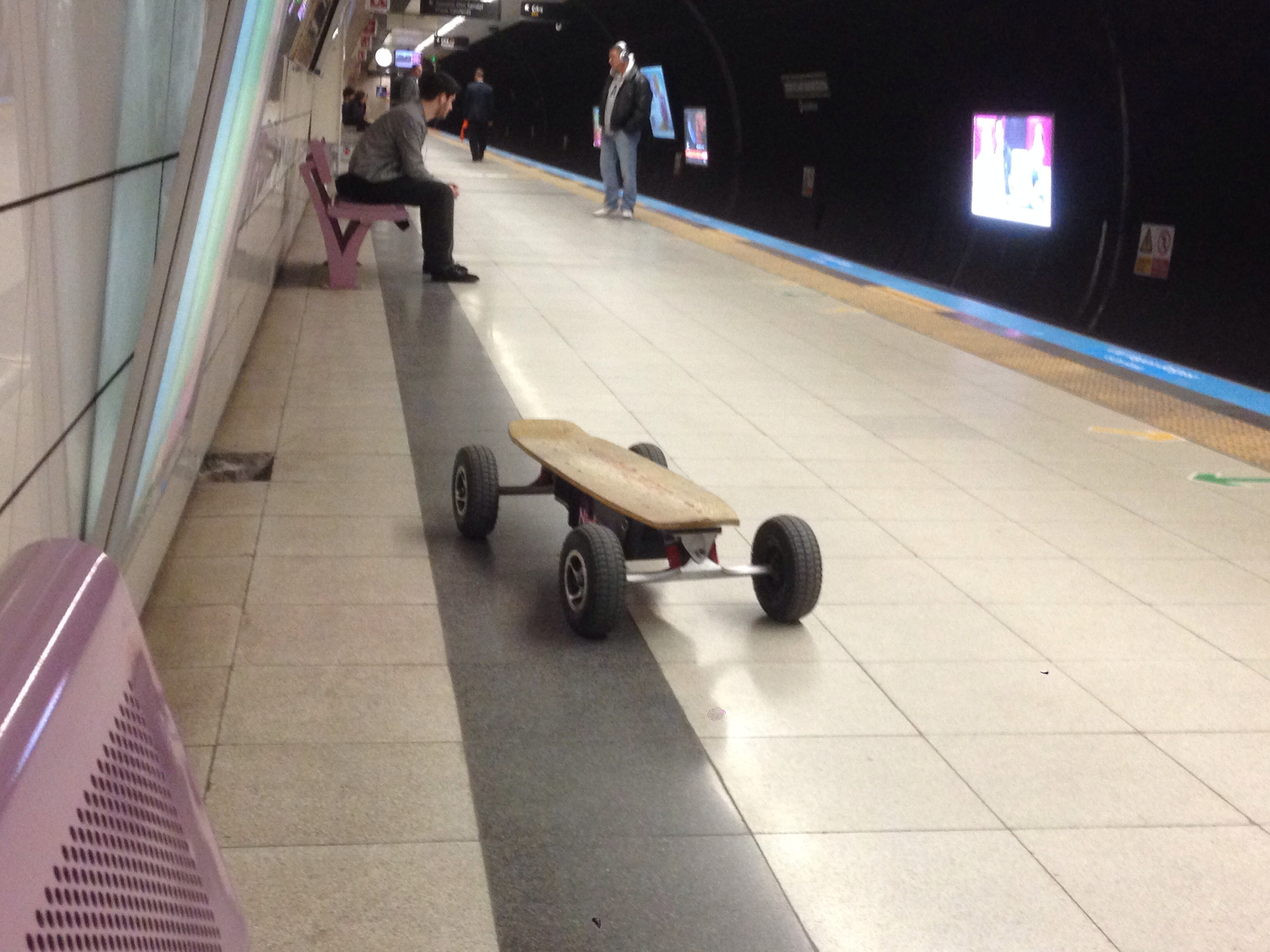
Deskorolka elektryczna (typu moutainboard)
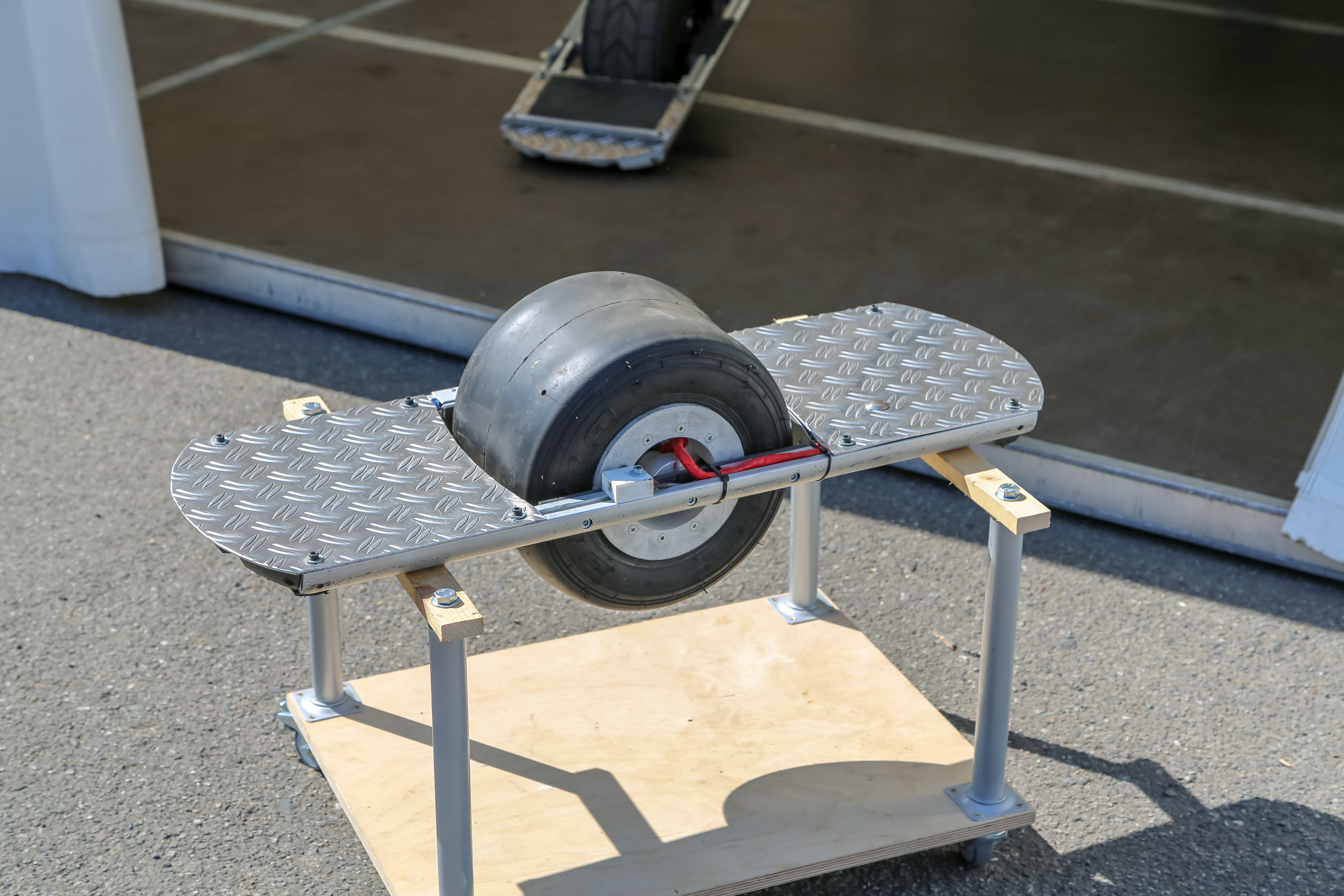
Monocykl elektryczny: Onewheel(inne języki)
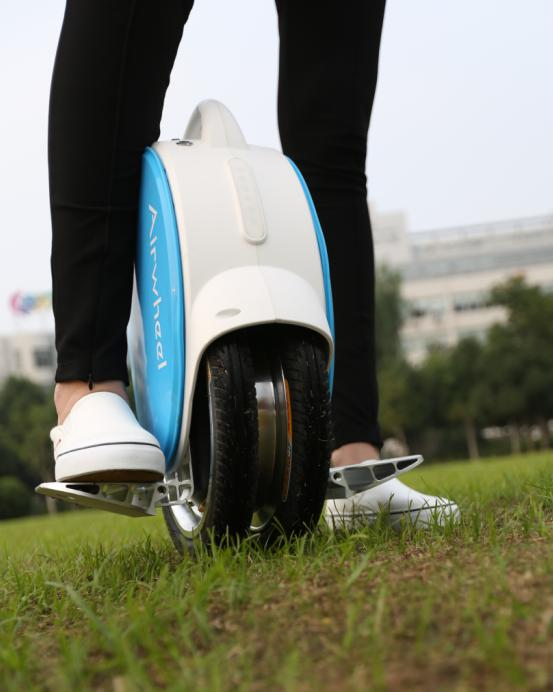
Monocykl elektryczny: Zwillingsrad
Micro-Cycle
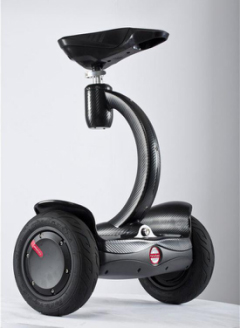
Airwheel
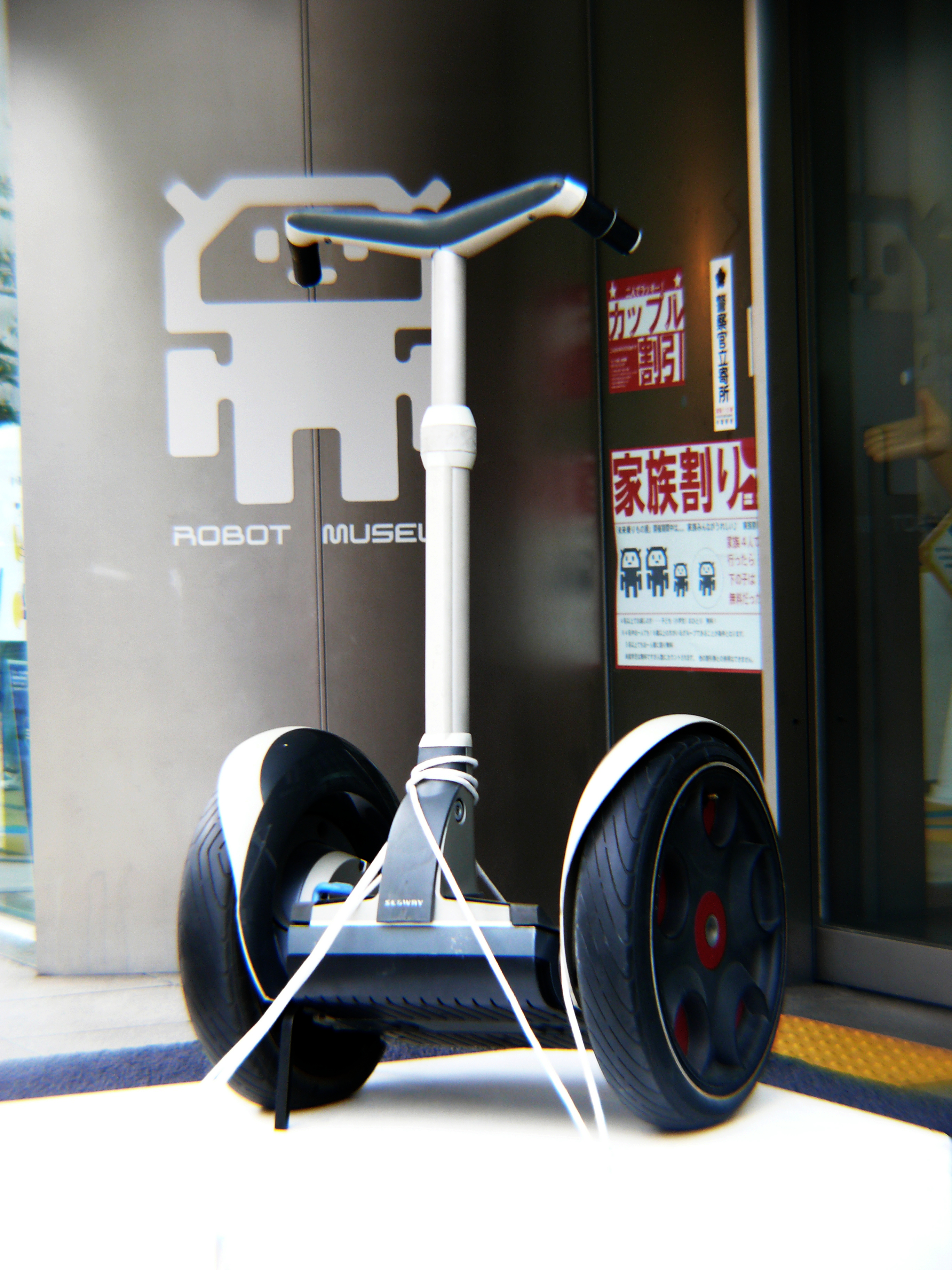
Segway